# Opuntia basilaris
Espèce
Statut de conservation UICN

 LC  : Préoccupation mineure
Statut CITES
Opuntia basilaris est une espèce de cactus de la famille des Cactaceae. Il vit dans le sud-ouest américain et le nord du Mexique. Il est constitué d'une ou plusieurs raquettes aplaties et possède des fleurs roses.

## Description morphologique

### Appareil végétatif
La tige de ce cactus est constituée de larges raquettes aplaties, ovales ou en forme de spatule, de couleur vert-gris, vert-bleu ou vert-jaune, parfois teintée de violacé. Elles mesurent de 5 à 33 cm de long et 2,5 à 13,5 cm de large, pour 1 à 1,5 cm d'épaisseur. Il peut y avoir une ou deux raquettes superposées, voire trois, pour une hauteur totale de 5 à 40 cm. Les tiges sont réunies en groupes pouvant atteindre 1,8 m de large.
Les aréoles, circulaires ou elliptiques, sont disposées en rang formant une diagonale traversant la raquette. Il peut y avoir de 4 à 16 aréoles par rang. Chaque aréole mesure 3 mm × 3 à 5 mm. Les épines, droites et jaunes, peuvent manquer (de 0 à 8 par aréole), mais la plante est couverte de glochides (de toutes petites épines de 3 à 6 mm de long) de couleur jaune, brun-rouge, ou marron foncé et disposées en de nombreux petits groupes,.

### Appareil reproducteur
Ce cactus produit, de mars à juin, des fleurs vivement colorées. Il n'y a qu'une seule fleur par raquette[Information douteuse], fleur qui apparait sur l'arête supérieure et qui est de couleur vive (rose vif ou rouge violacé). La corolle fait de 5 à 7,5 cm de diamètre et présente de nombreux tépales. Les filets des anthères sont de couleur magenta. Le style est blanc ou rose, les stigmates blancs ou crèmes. Les fleurs ne s'ouvrent que de jour.
Les fruits de forme ovoïde ont une longueur de 2 à 4 cm pour entre 1,5 à 2,3 cm de diamètre. Ils sont bruns et secs à maturité. Ils présentent de nombreuses aréoles (de 24 à 76) sans épines, sauf chez la variété treleasei. Les nombreuses graines, de couleur jaune à marron, sont de forme globalement sphérique (6 à 9 mm de diamètre) mais anguleuse (6 ou 7 mm de diamètre),.
Ce cactus à croissance lente présente une forte reproduction asexuée, par bourgeonnement à partir de raquettes cassées, capables de s'enraciner même dans du sable sec.

## Répartition et habitat

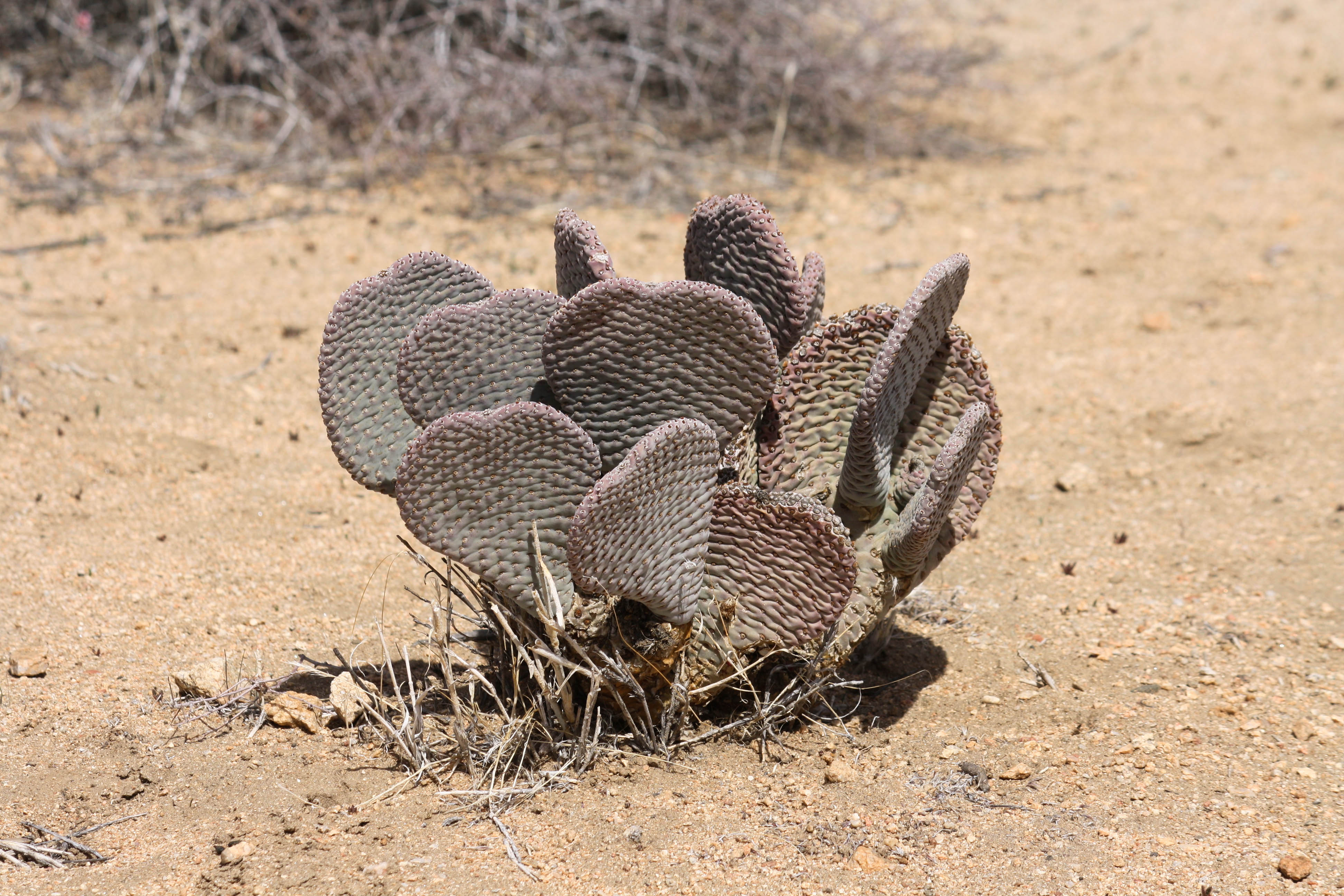
Opuntia basilaris dans le parc national de Joshua Tree en Californie

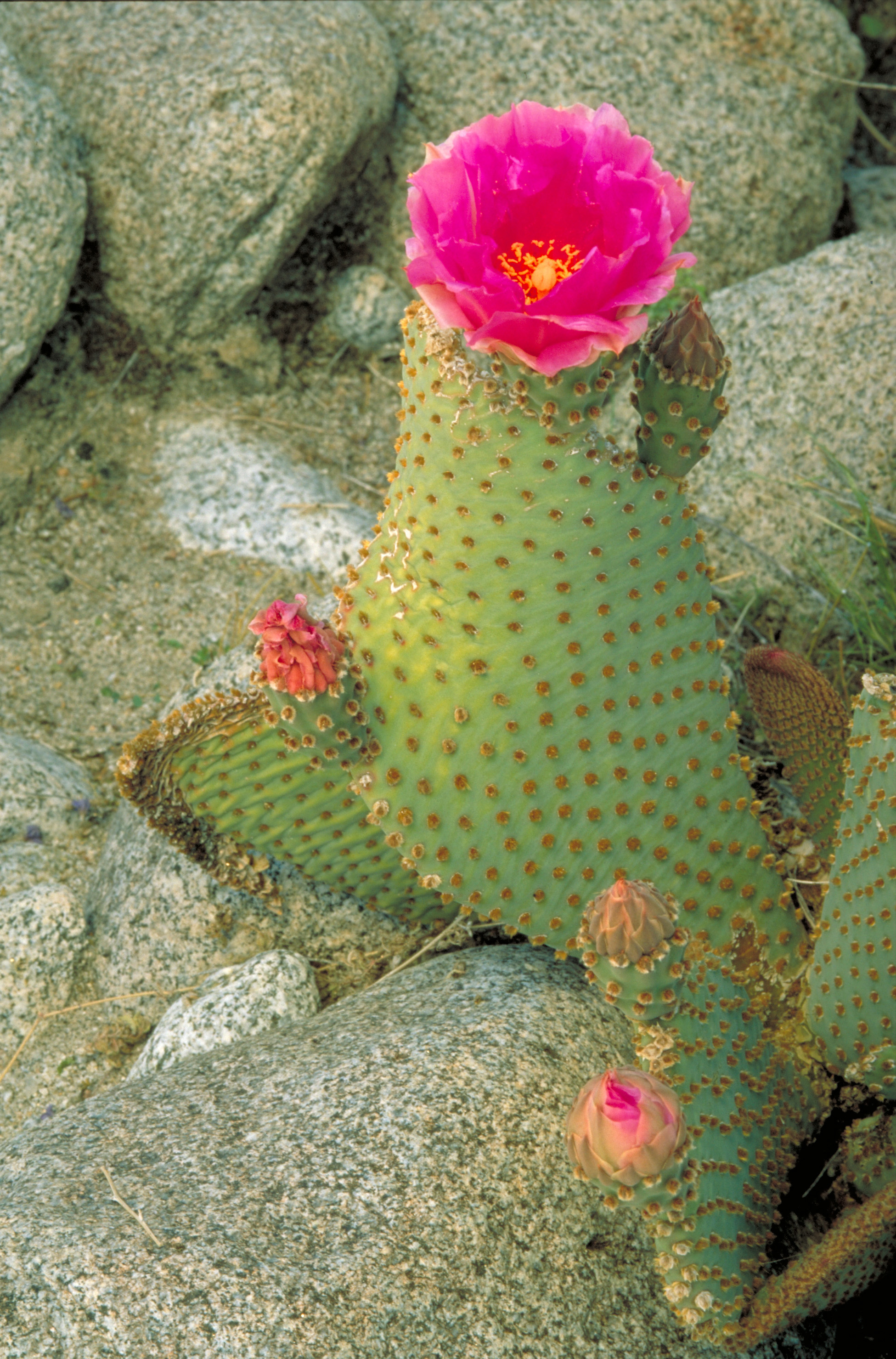
Vue dOpuntia basilaris en fleur

On trouve ce cactus à croissance lente dans les déserts secs, caillouteux ou sableux, de la Californie, de l'Utah et de l'Arizona au nord, jusqu'au désert de Sonora au sud.
Il est peu exigeant en eau et très résistant à la chaleur, mais il demande beaucoup de lumière. On peut le trouver du niveau de la mer jusqu'à 2 200 m d'altitude, mais le plus souvent entre 350 et 1 700 m,.
Il résiste bien au gel dans des conditions de sécheresse hivernale quasi totale, caractéristique du climat de son habitat naturel : région sèche à hiver froid du climat aux États-Unis.[réf. nécessaire]
L'espèce fleurit rarement en culture.

## Systématique
L'espèce a été décrite en 1856 par George Engelmann et John Milton Bigelow dans "Proceedings of the American Academy of Arts and Sciences".
Il existe plusieurs variétés d'Opuntia basilaris,,:
- Les premières variétés possèdent des aréoles essentiellement sans épines, ou avec de rares épines, comme :
  - Opuntia basilaris var. basilaris (Engelm. & Bigelow): Californie, Nevada, Utah, Arizona, Mexique (Sonora). Cette variété a des raquettes quasi circulaires ou ovoïdes, érigées, portant entre 8 et 19 aréoles par diagonale
  - Les autres variétés peu épineuses n'ont que de 4 à 9 aréoles par diagonale et ont un port un peu retombant:
    - Opuntia basilaris var. brachyclada (Griffiths) : Californie, Nevada, apex tronqué
    - Opuntia basilaris var. heilii (Welsh & Neese) : Utah, apex arrondi
    - Opuntia basilaris var. longiareolata (Clover & Jotter): Arizona, apex arrondi
- Une variété possède au moins quelques aréoles distales garnies d'épines : Opuntia basilaris var. treleasei (Coult.): Californie[4].

En 1935, Edgar Martin Baxter a décrit une espèce, Opuntia whitneyana E.M. Baxter 1935, qui a un temps été considérée comme une variété d' Opuntia basilaris, Opuntia basilaris var. whitneyana (E.M. Baxter) W.T. Marshall & T.M. Bock 1941, puis comme une sous-espèce (Opuntia basilaris subsp. Whitneyana (E.M. Baxter) Munz 1958), pour finalement être déclarée non valide et synonyme d' Opuntia basilaris var. basilaris.

## Statut et préservation
La variété treleasei est protégée aux États-Unis au niveau national ; la variété basilaris bénéficie de mesures de protection dans les états américains du Nevada et de l'Arizona, la variété brachyclada en Californie et la variété longiareolata en Arizona,.
Cette espèce est protégée par le CITES en annexe II depuis 1975 et par la Communauté européenne en annexe B depuis 1997.